# Cyathea feani
Cyathea feani är en ormbunkeart som beskrevs av E. Brown. Cyathea feani ingår i släktet Cyathea och familjen Cyatheaceae. Inga underarter finns listade.